# رقابت‌های مقدماتی ریاست‌جمهوری حزب دموکرات (۲۰۲۰)
رقابت‌های مقدماتی ریاست‌جمهوری ۲۰۲۰ حزب دموکرات یا انتخابات مقدماتی ۲۰۲۰ حزب دموکرات، بخشی از انتخابات مقدماتی ریاست‌جمهوری ایالات متحده آمریکا است. این مجموعه انتخابات‌ها روندی برای تعیین نامزد حزب دموکرات برای انتخابات ریاست جمهوری ۲۰۲۰ آمریکا است.
این رقابت‌ها در تمامی پنجاه ایالت آمریکا به اضافه واشینگتن دی.سی. و قلمروهای ایالات متحده آمریکا برگزار خواهد شد.
این رقابت‌ها از ۳ فوریه ۲۰۲۰ آغاز شد و پس از نتایج سه‌شنبه بزرگ در ماه مارس عملاً به رقابت دوگانه جو بایدن و برنی سندرز تبدیل شد. برنی سندرز در ۸ آوریل ۲۰۲۰ کمپین خود را تعلیق کرد و در ۱۳ آوریل حمایت رسمی خود را از بایدن اعلام کرد. بدین‌ترتیب جو بایدن به کاندیدای پیش‌فرض حزب دموکرات برای انتخابات ۲۰۲۰ آمریکا تبدیل شد.
جو بایدن در همایش ملی حزب دموکرات در ۱۷ تا ۲۰ اوت ۲۰۲۰ رسماً به عنوان نامزد حزب دموکرات برای انتخابات ۲۰۲۰ اعلام شد و کامالا هریس به عنوان شریک انتخاباتی و معاون بالقوه او اعلام گردید.

## نحوه برگزاری
رقابت‌های مقدماتی حزب دموکرات از ۳ فوریه تا ۷ ژوئیه ۲۰۲۰ برگزار می‌شود. در این رقابت‌ها ایالت‌ها و مناطق، به دو نوع مختلف رای‌گیری می‌کنند. برخی ایالت‌ها از روش کاکس (رایزنش) استفاده‌کرده و برخی دیگر از روش پرایمری (مقدماتی عادی) استفاده می‌کنند. روش کاکس به شکل گردهمایی و رای‌گیری عمومی است. روش پرایمری به شکل رای مخفی و صندوق رای است.
در نهایت با توجه رای‌گیری‌های انجام شده، هر ایالت تعداد مشخصی گزیننده (نماینده همایش؛ به انگلیسی: delegate) به هر نامزد تخصیص می‌دهد. گزیننده‌ها در همایش ملی حزب دموکرات در اوت ۲۰۲۰ شرکت می‌کنند و در آن‌جا به‌طور رسمی نامزد نهایی را انتخاب و اعلام می‌دارند.

## نامزد نهایی

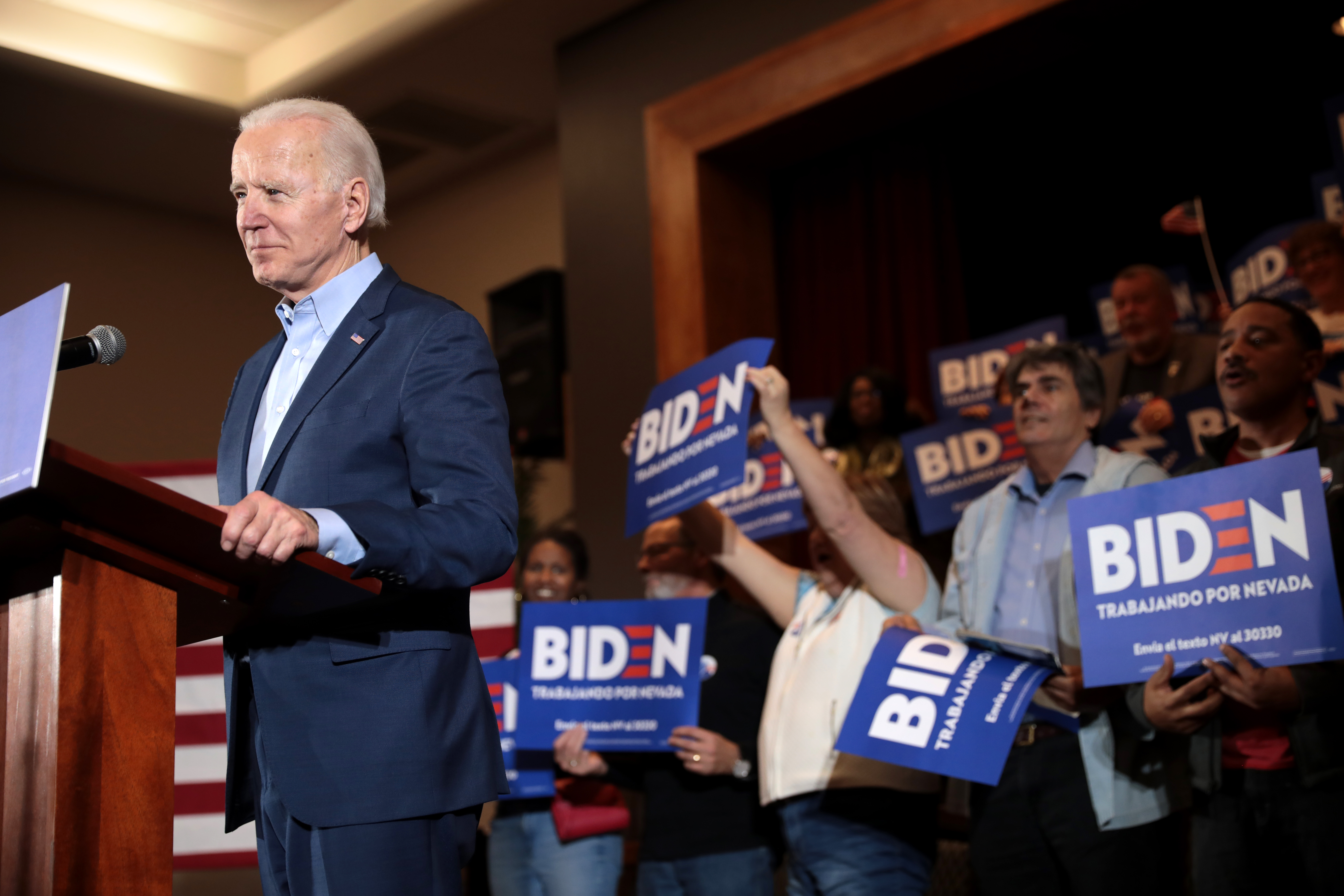
جو بایدن نامزد حزب دموکرات در حال سخنرانی

پیت بوتجج و ایمی کلوبشار پیش از مجموعه انتخابات‌های سه‌شنبه بزرگ از رقابت‌ها انصراف داده و حمایت‌شان را از جو بایدن اعلام کردند. مایکل بلومبرگ و الیزابت وارن بعد از سه‌شنبه بزرگ انصراف دادند. بلومبرگ حمایت خود را از جو بایدن اعلام کرد. برنی سندرز هم در ۸ آوریل انصراف داد و در ۱۳ آوریل حمایتش را از جو بایدن اعلام کرد.
جو بایدن در آوریل، با انصراف برنی سندرز، تنها رقیب باقی‌مانده‌اش، به کاندیدای پیش‌فرض حزب دموکرات برای انتخابات ریاست‌جمهوری ۲۰۲۰ آمریکا تبدیل شد. کاندیداتوری بایدن به‌طور رسمی در همایش ملی حزب دموکرات در اوت ۲۰۲۰ اعلام خواهد شد.

## نامزدهای اصلی
نامزدهای اصلی رقابت‌های مقدماتی حزب دموکرات با توجه به نتایج و نظرسنجی‌ها به شرح زیرند:
| نام           | متولد                              | تجربه                                                        | تاریخ آغاز     | لوگو       | منبع   |
| ------------- | ---------------------------------- | ------------------------------------------------------------ | -------------- | ---------- | ------ |
| جو بایدن      | ۲۰ نوامبر ۱۹۴۲ (سن ۸۲) اسکرانتون   | ۳۶سال سناتوری و ۸سال معاونت ریاست‌جمهوری                      | ۲۵ آوریل ۲۰۱۹  | 2019-04-25 | [ ۹ ]  |
| مایکل بلومبرگ | ۱۴ فوریه ۱۹۴۲ (سن ۸۳) بوستون       | شهردار سابق نیویورک                                          | ۲۴ نوامبر ۲۰۱۹ | 2019-11-24 | [ ۱۰ ] |
| پیت بوتجج     | ۱۹ ژانویه ۱۹۸۲ (سن ۴۳) ساوت‌بند     | شهردار سابق ساوت‌بند                                          | ۱۴ آوریل ۲۰۱۹  | 2019-04-14 | [ ۱۱ ] |
| ایمی کلوبشار  | ۲۵ مه ۱۹۶۰ (سن ۶۴) مینسوتا         | سناتور از سال ۲۰۰۷                                           | ۱۰ فوریه ۲۰۱۹  | 2019-02-10 | [ ۱۲ ] |
| برنی سندرز    | ۸ سپتامبر ۱۹۴۱ (سن ۸۳) بروکلین     | سناتور از سال ۲۰۰۶ و نماینده مجلس سابق شهردار سابق برلینگتون | ۱۹ فوریه ۲۰۱۹  | 2019-02-19 | [ ۱۳ ] |
| الیزابت وارن  | ۲۲ ژوئن ۱۹۴۹ (سن ۷۵) اوکلاهما سیتی | سناتور از سال ۲۰۱۳ و مشاور سابق اوباما                       | ۹ فوریه ۲۰۱۹   | 2019-02-09 | [ ۱۴ ] |

## رقابت‌های فوریه

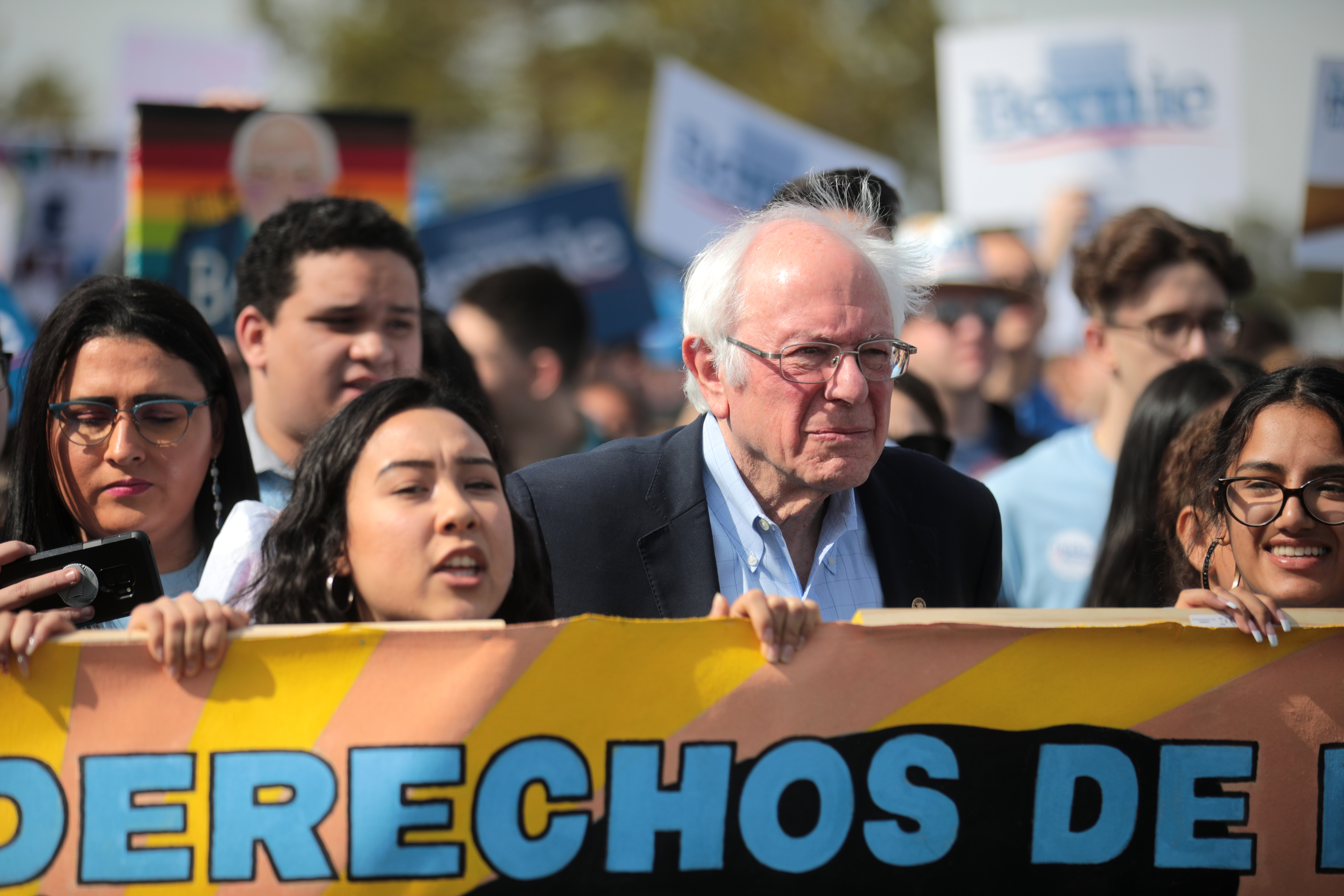
برنی سندرز در میان هواداران

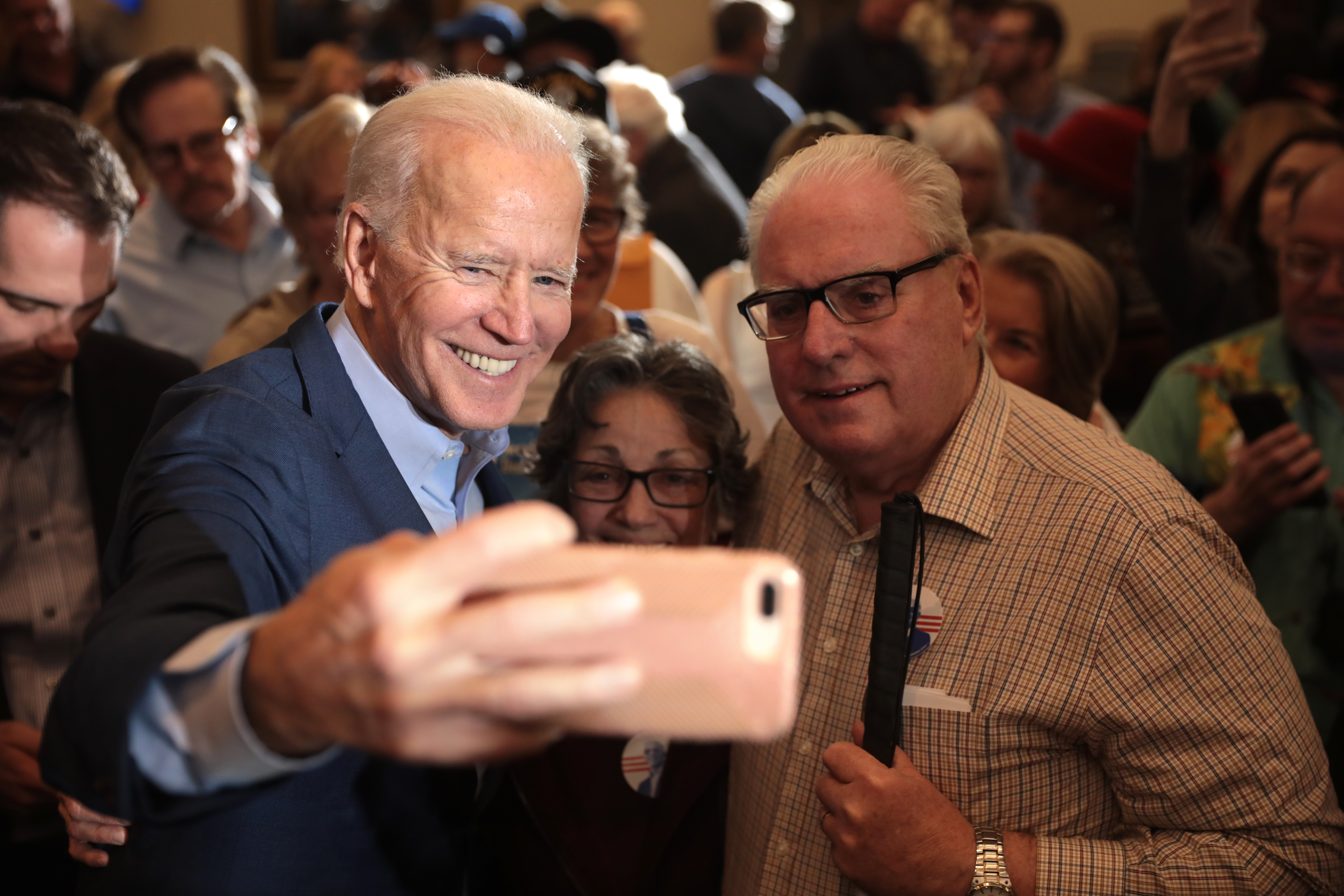
جو بایدن در میان هواداران

رقابت‌های فوریه اولین انتخابات‌های مقدماتی بوده و زودهنگام‌تر از سایر ایالت‌ها انجام می‌شوند. مایکل بلومبرگ با وجود داشتن کمپین انتخاباتی، در هیچ‌یک از رقابت‌های فوریه شرکت نکرد و تمرکز خود را بر سه‌شنبه بزرگ در ماه مارس گذاشت. از میان رقابت‌های ماه فوریه، برنی سندرز برنده نیوهمپشایر و نوادا شد. همچنین پیت بوتجج برنده ایالت آیووا و جو بایدن برنده کارولینای جنوبی گردید.

### آیووا
این انتخابات در ۳ فوریه ۲۰۲۰ برگزار شد. در رایزنشهای ایالت آیووا، پیت بوتجج با کسب ۲۶٫۲ درصد آرا برنده شد. برنی سندرز با فاصله‌ای بسیار اندک و کسب ۲۶٫۱ درصد آرا در جایگاه دوم قرار گرفت. الیزابت وارن، جو بایدن و ایمی کلوبشار به ترتیب در جایگاه‌های سوم، چهارم و پنجم قرار گرفتند. نتایج نهایی انتخابات آیووا با تأخیر قابل توجهی اعلام شد و دلیل آن مشکل در اپ‌های مخصوص ثبت آرا بود.
مجمع انتخاباتی که شیوه آیووا برای رای‌گیری است، معمولاً در مراکزی مثل مدارس یا کتابخانه‌ها برگزار می‌شود. در مجمع‌های انتخاباتی اعضای حزب به شکل حضوری و عمومی، برای مثال با بلند کردن دست، به افراد رای می‌دهند و توسط مقام‌های محلی حزب شمارش می‌شوند.

### نیو همپشایر
این انتخابات در ۱۱ فوریه برگزار شد. در نیوهمپشایر برنی سندرز اول شد. پس از او، پیت بوتجج و ایمی کلوبشار در رتبه‌های دوم و سوم قرار گرفتند. الیزابت وارن چهارم شد. جو بایدن با وجود پیشتاز بودن در نظرسنجی‌های ملی و سابقه هشت‌ساله معاونت باراک اوباما، در این انتخابات نتایج قابل قبولی به دست نیاورد و پنجم شد.

### نوادا
در رایزنش‌های نوادا در ۲۲ فوریه، برنی سندز پیروز شد. رتبه دوم و سوم به ترتیب به جو بایدن و پیت بوتجج رسید.

### کارولینای جنوبی
جو بایدن پیروز رقابت‌های کارولینای جنوبی در ۲۹ فوریه شد و برنی سندرز و تام استایر به ترتیب در رتبه‌های دوم و سوم قرار گرفتند.

## رقابت‌های مارس
در رقابت‌های مارس تعداد ایالات بیشتری حضور دارند و در روزهای مختلف آن برخی ایالت‌ها به‌طور دسته‌جمعی رای‌گیری می‌کنند.

### انصراف نامزدهای میانه‌رو در حمایت از جو بایدن
یک روز پیش از سه‌شنبه بزرگ، دو نامزد میانه‌رو یعنی پیت بوتجج و ایمی کلوبشار از رقابت‌ها کنار کشیده و حمایت خود را از جو بایدن اعلام کردند. گزارش‌ها حاکی از آن بود که پیت بوتجج بعد از تماس با باراک اوباما راضی به حمایت از بایدن شد.

### سه‌شنبه بزرگ

ایالت‌های سه‌شنبه بزرگ

در سه‌شنبه بزرگ در ۳ مارس از میان ۱۴ ایالت آمریکا، از جمله تگزاس و کالیفرنیا رای‌گیری شد. علاوه بر ۱۴ ایالت مذکور، از ساموآی آمریکایی هم رای‌گیری صورت گرفت.
در این انتخابات، جو بایدن موفق به پیروزی در ۱۰ ایالت و برنی سندرز در ۴ ایالت پیروز شد. بایدن در ایالت مهم تگزاس برنده شد و توانست بر خلاف پیش‌بینی ناظران در ایالت‌های ویرجینیا و ماساچوست پیروز شود. او همچنین در ایالت‌های آرکانزاس، آلاباما، مین، مینه‌سوتا، کارولینای شمالی، اوکلاهما و تنسی پیروز شد. برنی سندرز رتبه اول ایالت‌های کالیفرنیا، ورمانت، یوتا و کلرادو را کسب کرد. مایکل بلومبرگ هم تنها موفق به پیروزی در جزیره ساموآی آمریکایی شد.
در نتیجه انتخابات سه‌شنبه بزرگ، رقابت مقدماتی حزب دموکرات عملاً تبدیل به رقابت دوگانه بین جو بایدن و برنی سندرز شد.
مایکل بلومبرگ پس از کسب نتایج ضعیف در سه‌شنبه بزرگ، به نفع بایدن انصراف داد.الیزابت وارن نیز پس از کسب نتایج ضعیف در سه‌شنبه بزرگ، چند روز بعد از رقابت‌های مقدماتی حزب دموکرات انصراف داد.

### مقدماتی‌های ۱۰ مارس
در این روز جو بایدن با قاطعیت توانست در ایالت‌های میشیگان، میزوری، آیداهو و میسیسیپی پیروز شود. برنی سندرز برای پیروزی در میشیگان تلاش فراوانی کرده بود و پیروزی بایدن در این ایالت بزرگ‌ترین ناکامی سندرز در رقابت‌های ۱۰ مارس است. سندرز در سال ۲۰۱۶ در میشیگان در مقابل هیلاری کلینتون پیروز شده‌بود.

### مقدماتی‌های ۱۷ مارس
مقدماتی‌های ۱۷ مارس در فلوریدا، ایلینوی و آریزونا انجام گرفت. جو بایدن در هر سه ایالت پیروز شد. در هر سه ایالت مذکور، برنی سندرز دوم و مایکل بلومبرگ (با وجود انصراف) سوم شد.

## رقابت‌های آوریل
در رقابت‌های مارس برنده نهایی تا حد زیادی مشخص می‌شود، اما در آوریل نیز دو مجموعه انتخابات وجود دارد.

### ویسکانسین
انتخابات مقدماتی ۷ آوریل با وجود شیوع کرونا ویروس برگزار شد. جو بایدن در ویسکانسین با اکثریت آراء پیروز شد.

### آلاسکا
انتخابات مقدماتی ۱۰ آوریل در آلاسکا به دلیل شیوع کرونا ویروس، به صورت غیرحضوری و پستی برگزار شد. جو بایدن در آلاسکا با اکثریت آراء پیروز شد.

### انصراف برنی سندرز
برنی سندرز، تنها رقیب باقی‌مانده جو بایدن در ۸ آوریل از رقابت‌های مقدماتی ریاست‌جمهوری حزب دموکرات انصراف داد. سندرز در ۱۳ آوریل طی ویدیویی مشترک، حمایت رسمی خود را از جو بایدن اعلام کرد.

## همایش ملی حزب دموکرات
همایش (کنوانسیون) ملی حزب دموکرات از ۱۷ تا ۲۰ اوت به مرکزیت میلواکی اما به صورت عمدتاً مجازی برگزار شد و در آن نامزد ریاست جمهوری ۲۰۲۰ از حزب دموکرات به‌طور رسمی جو بایدن اعلام شد و کامالا هریس به عنوان شریک انتخاباتی و معاون بالقوه او اعلام گردید.

## پیش از شروع رقابت‌ها

### تا مه ۲۰۱۹
تا تاریخ ۲ مه ۲۰۱۹ مجموع ۲۲ نفر از حزب دموکرات به‌طور رسمی نامزدی خود را برای انتخابات ریاست‌جمهوری ۲۰۲۰ آمریکا اعلام کردند. اسامی ده نفر برتر براساس معدل نظرسنجی ریل‌کلیرپالیتیکس به شرح زیر می‌باشد:
1. جو بایدن (کمپین)
2. برنی سندرز (کمپین)
3. الیزابت وارن (کمپین)
4. کامِلا هریس (کمپین)
5. پیت بودجج (کمپین)
6. بتو اورورک (کمپین) اورورک پیش از آغاز رقابتهای دوره مقدماتی انتخابات ریاست‌جمهوری ایالات متحده آمریکا (۲۰۲۰) فعالیت‌های خود را در اول نوامبر ۲۰۱۹ به حالت تعلیق درآورد.[۴۰]
7. کوری بوکر (کمپین)
8. ایمی کلوبشار (کمپین)
9. تولسی گبرد (کمپین)
10. هولیان کاسترو (کمپین)

### تا اکتبر ۲۰۱۹
تا تاریخ ۱۷ اکتبر ۲۰۱۹، ۱۹ نفر به عنوان نامزد در رقابت‌ها حضور داشتند و ۷ نفر از جمله بیل دی بلازیو، کریستین جیلیبرند، جی اینسلی، جان هیکنلوپر، ست مولتون و اریک سوآلول انصراف دادند. اسامی ده نفر برتر براساس معدل نظرسنجی ریل‌کلیرپالیتیکس به شرح زیر می‌باشد:
1. جو بایدن (کمپین)
2. الیزابت وارن (کمپین)
3. برنی سندرز (کمپین)
4. پیت بودجج (کمپین)
5. کامِلا هریس (کمپین)

### تا ژانویه ۲۰۲۰
1. جو بایدن (کمپین)
2. برنی سندرز (کمپین)
3. الیزابت وارن (کمپین)
4. مایکل بلومبرگ (کمپین)
5. پیت بودجج (کمپین)

## نظرسنجی‌های پیش از شروع
انتخابات‌های اصلی مقدماتی از فوریه ۲۰۲۰ آغاز شد. در نمودار زیر روند محبوبیت نامزدهای اصلی رقابت‌های مقدماتی حزب دموکرات براساس نظرسنجی‌ها از دسامبر ۲۰۱۸ تا ژوئن ۲۰۱۹ قابل مشاهده است: